# Radosław Ptaszyński
Radosław Ptaszyński – polski politolog, socjolog i historyk, doktor habilitowany nauk humanistycznych, profesor Uniwersytetu Szczecińskiego.

## Życiorys
W 2001 ukończył w Uniwersytecie Szczecińskim studia na kierunku politologia, a w 2002 na kierunku socjologia. W 2009 na podstawie rozprawy pt. Wojskowy Sąd Rejonowy i Wojskowa Prokuratura Rejonowa w Szczecinie w latach 1946-1955 otrzymał na Wydziale Humanistycznym US stopień doktora nauk humanistycznych w dyscyplinie historia. Na tym samym wydziale na podstawie dorobku naukowego oraz monografii pt. Stommizm. Biografia polityczna Stanisława Stommy nadano mu w 2018 stopień doktora habilitowanego nauk humanistycznych w dyscyplinie historia.
Został adiunktem, a następnie profesorem w Instytucie Historycznym Wydziału Humanistycznego Uniwersytetu Szczecińskiego.
Był specjalistą w Instytucie Pamięci Narodowej – Komisji Ścigania Zbrodni przeciwko Narodowi Polskiemu.

## Wybrane publikacje
- Skalpel’68. Kampania antysemicka w środowisku szczecińskich lekarzy, Kraków 2021 (wspólnie z M. Ptaszyńską)
- Stommizm. Biografia polityczna Stanisława Stommy, Kraków 2018
- Pisma wybrane Stanisława Stommy, t. 1-3 (wstęp wybór i opracowanie), Kraków 2017
- Polifonia pamięci. Między niemiecką przeszłością a polską tożsamością. Kołobrzeg 1945-2015 (współredaktor nauk.: J. Suchy), Szczecin 2017.
- Tuczno poprzez wieki. Studia i szkice (współredaktor: E. Krasucki), Szczecin-Drawsko Pomorskie 2015
- Sensus catholicus. Katolicy świeccy w Polsce Ludowej. Postawy – aktywność – myśl. Studia i szkice (współredaktor: T. Sikorski), Toruń 2014
- Albin z Albionu. Z Albinem Tybulewiczem – działaczem polonijnym, społecznym, politykiem, filantropem i przyjacielem Polski rozmawiali: Radosław Ptaszyński i Tomasz Sikorski, Warszawa 2014
- Jacky Jean Etienne Challot przyjaciel Solidarności, Warszawa 2013
- Suweren – Zwierzchnik – Reprezentant Państwa. Głowa Państwa w polskiej współczesnej refleksji politycznej. Studia politologiczne (współredaktor:T. Sikorski), Warszawa 2013
- Kołobrzeg i okolice poprzez wieki, (red.), Szczecin 2010
- Wojskowy Sąd Rejonowy i Wojskowa Prokuratura Rejonowa w Szczecinie w latach 1946-1955, Szczecin 2010
- Sędziowie Wojskowego Sądu Rejonowego w Szczecinie i ich wyroki. Studia i materiały, Szczecin 2008
- Trzymamy straż nad Odrą. Propaganda – fakty – dokumenty, Szczecin 2007[2]